# 张庆森
张庆森（1912年—1986年5月）北京人，中国相声演员，满族，曾和马三立合作十余年，表演了《开粥场》、《十点钟开始》、《文章会》、《开会迷》等脍炙人口的段子，两人配合默契，感情甚笃。

## 生平
张庆森于1912年出生在北京满族镶黄旗没落贵族家庭。年轻时曾学习摔跤、打弹弓等。后迫于生计,远走关外，在沈阳城里开茶楼。张庆森师承何寿亭，1946年前后，张庆森结识了到东北演出的马三立。1948年开始，马三立和搭档侯一尘在北京表演相声《播报广告》。第二年侯一尘因报酬问题与剧院老板闹翻，改去启明茶社演出，马三立陷入生活窘迫之中，正赶上张庆森从东北来北京，两人便开始合作。
之后的十余年间，两人共同表演的《开粥场》、《十点钟开始》、《文章会》等颇受赞誉，《开会迷》有视频资料流传。张庆森与马三立珠联璧合，能一连气说出七、八十个段子不重复。1958年，张庆森由于双目失明告别舞台。1962年收杜国芝和郑福山为徒。张庆森与马老的感情甚笃，马老在晚年时常常惦念他。1986年五月辞世，享年75岁。